# Kowary
Kowary (německy Schmiedeberg im Riesengebirge) jsou město a městská gmina v jihozápadním Polsku v Dolnoslezském vojvodství v okrese Krkonoše. V roce 2011 zde žilo 11 784 obyvatel. První písemná zmínka o obci pochází z roku 1158.

## Poloha a charakteristika
Kowary leží na úpatí Krkonoš a Janovického rudohoří, v jihovýchodní části Jelenohorské kotliny. Městem protéká potok Jedlica. Katastr obce má různorodý reliéf (420 – 1280 m n. m.), což značí rozmanité klimatické podmínky. Na jihozápadě katastru obec hraničí s Českou republikou. Hranice vede průsmykem Okraj přes Kowarský hřbet na horu Tabule (polsky Skalny Stół). Kowary leží na trase Sudetské větve Svatojakubské poutní cesty (polsky Sudecka Droga św. Jakuba).

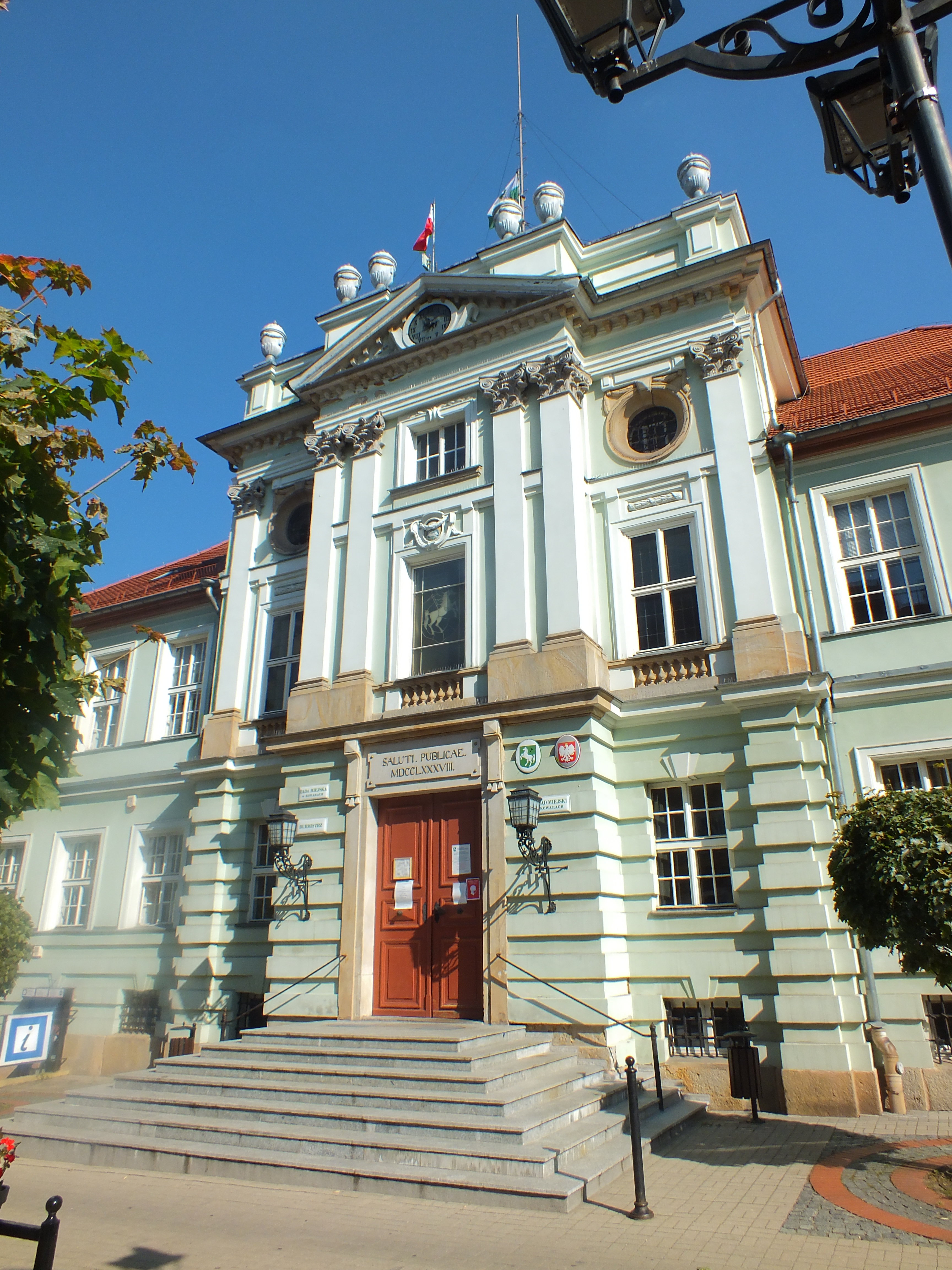
Radnice

## Dějiny obce
Vznik města Kowary se datuje k roku 1158, přičemž městská práva Kowary získaly v roce 1513. Vznik a rozvoj města Kowary souvisí především s těžbou železné rudy a kovářstvím. V roce 1148 byla na svahu hory Rudnik objevena přítomnost železné rudy. V roce 1158 vydal kníže Boleslav IV. Kadeřavý nařízení, díky kterému započala těžba rudy z této hory. V září 1513 král český a uherský Vladislav Jagellonský předal Kowarům městská práva. Ke konci 16. století bylo město hlavním centrem pro výrobu střelných zbraní. V důsledku prusko – rakouských (slezských) válek bylo město Kowary začleněno do Pruska. V roce 1945 bylo město začleněno do Polska, přičemž německé obyvatelstvo bylo vysídleno. Po druhé světové válce se ve městě těžila uranová ruda, zpracovávaná v Průmyslovém závodu R-1, a byla rozvíjena textilní výroba, zejména výroba koberců.

### Významní rodáci
- Martin Fruwein z Podolí
- Werner von Rheinbaben
- Friedrich-August Schack
- Wojciech Chmielewski

## Partnerská města
- Černý Důl, Česko
- Frederikssund Kommune, Dánsko
- Kamień Pomorski, Polsko
- Malá Úpa, Česko
- Schönau-Berzdorf auf dem Eigen, Německo
- Vrchlabí, Česko
- Žacléř, Česko